# Distrikt Kamonyi
Der Distrikt Kamonyi (Kinyarwanda Akarere ka Kamonyi) ist einer von acht Distrikten in der Südprovinz von Ruanda.

## Geographie
Der Distrikt hat eine Gesamtfläche von 655,5 km² und unterteilt sich in 12 Sektoren, 59 Zellen und 317 Dörfer. Die Sektoren sind Gacurabwenge, Karama, Kayenzi, Kayumbu, Mugina, Musambira, Ngamba, Nyamiyaga, Nyarubaka, Rugarika, Rukoma und Runda. Nachbardistrikte sind Gakenke im Nordwesten, Rulindo im Nordosten, Nyarugenge im Osten, Bugesera im Südosten, Ruhango im Süden und Muhanga im Westen.
Die östliche Grenze des Distrikts bildet der Fluss Nyabarongo.

## Religion
Der Distrikt Kamonyi liegt im Bistum Kabgayi.

## Politik

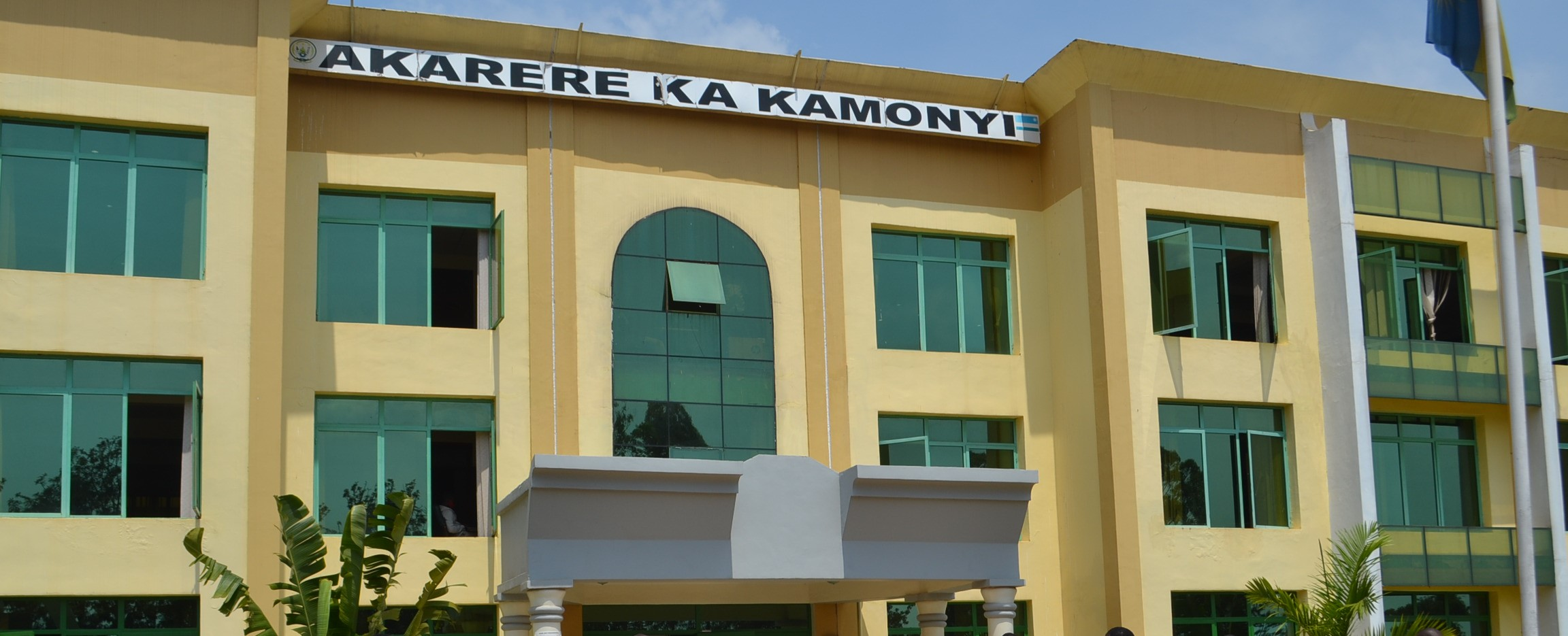
Verwaltungssitz in Gihinga im Sektor Gacurabwenge

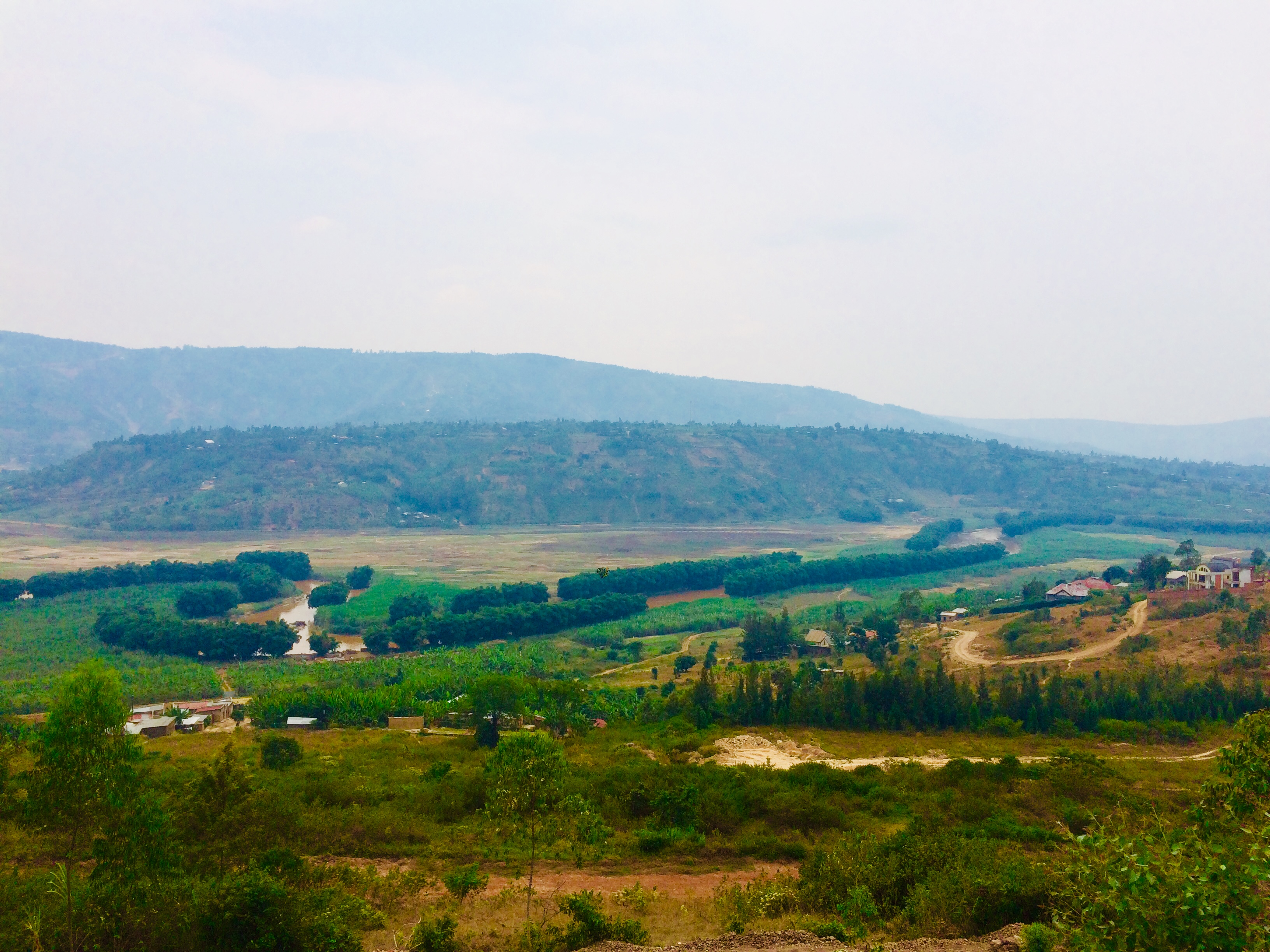
Blick von Runda aus auf den die Ostgrenze des Distrikts bildenden Nyabarongo

Regierungschef ist seit 2021 Sylvere Nahayo.

## Bevölkerung
Stand 2022 betrug die Einwohnerzahl 450.849. Der Bevölkerungstrend ist zunehmend.
|          |              | Fläche [km²] | 2002    | 2012    | 2022    |
| -------- | ------------ | ------------ | ------- | ------- | ------- |
| Distrikt | Kamonyi      | 655,4        | 261.336 | 340.501 | 450.849 |
| Sektor   | Gacurabwenge | 50,65        |         | 27.850  | 36.859  |
| Sektor   | Karama       | 37,66        |         | 18.717  | 20.879  |
| Sektor   | Kayenzi      | 51,53        |         | 22.787  | 25.209  |
| Sektor   | Kayumbu      | 33,28        |         | 15.530  | 17.106  |
| Sektor   | Mugina       | 89,75        |         | 38.709  | 45.894  |
| Sektor   | Musambira    | 63,24        |         | 34.025  | 42.198  |
| Sektor   | Ngamba       | 31,41        |         | 14.175  | 16.416  |
| Sektor   | Nyamiyaga    | 77,67        |         | 38.945  | 45.645  |
| Sektor   | Nyarubaka    | 47,00        |         | 25.155  | 28.225  |
| Sektor   | Rugarika     | 74,88        |         | 34.860  | 59.952  |
| Sektor   | Rukoma       | 51,57        |         | 34.909  | 39.688  |
| Sektor   | Runda        | 51,18        |         | 34.839  | 72.778  |

## Verkehr
Durch den Distrikt Kamonyi verläuft in Südwest-Nordost-Richtung die asphaltierte Nationalstraße 1. Diese führt Richtung Nordosten weiter bis in die Hauptstadt Kigali. In Richtung Südwesten führt sie zum Ort Muhanga innerhalb des Sektors Nyamabuye und von dort weiter durch die Südprovinz über die Stadt Butare bis an die Grenze zu Burundi. Innerhalb des Distrikts Kamonyi geht zudem bei Rugobagoba von der Nationalstraße 1 die Stand 2022 nicht asphaltierte Nationalstraße 7 nach Südosten ab. Darüber hinaus führen mehrere District Roads durch den Distrikt, die bis auf einen kurzen Straßenabschnitt nahe Kigali ebenfalls nicht asphaltiert sind.